# Nils Babin
Nils Babin (* 8. April 1987 in Greven) ist ein ehemaliger deutscher Handballtorwart, der von 2002 bis 2016 beim Zweitligaverein TV Emsdetten spielte.

## Sportliche Karriere
Der 1,94 Meter große Torwart begann das Handballspielen beim SC Reckenfeld. 2002 wechselte er in die Jugend des TV Emsdetten und spielte ab 2006 in der ersten Mannschaft. In der Saison 2007/08 spielte er dank Förderlizenz beim Wilhelmshavener HV in der 1. Bundesliga. Nach der Saison 2015/16 beendete er seine Karriere. 2019 gab er sein Comeback in der zweiten Mannschaft der Spvg Versmold, für die er mittlerweile nicht mehr spielt.

## Erfolge
- 2009 wurde Babin zum „Sportler des Jahres“ in Emsdetten gewählt.[5]
- 2013 wurde er zum „Torhüter der Saison 2012/13“ der 2. Handball-Bundesliga geehrt. Er setzte sich in der ersten Keeper-Wahl gegen Kevin Klier (TSG Friesenheim) und Jan Štochl (Bergischer HC) durch.[6]
- Im selben Jahr stieg er mit seinem Verein, dem TV Emsdetten unter Trainer Patrik Liljestrand in die 1. Handballbundesliga auf.
- 2013 gelang Nils Babin mit der Hochschulmannschaft der WWU Münster die Meisterschaft. Nachdem sie bereits 2012 die 2. bei den Meisterschaften in Leipzig geworden sind, haben sie sich vor heimischem Publikum in Münster den ersten Platz erspielt.[7]